# Dino Milella
Dino Milella (Bari, 21 agosto 1907 – Taranto, 23 marzo 2002) è stato un direttore d'orchestra e compositore italiano.

## Biografia
Dino Milella ha iniziato i suoi primi studi di composizione a Bari con C. Franco e di pianoforte con D. Antico completandoli al Conservatorio Santa Cecilia di Roma sotto la guida di C. Dobici e F. Baiardi. Nell'ambito della musica lirica e sinfonica ha tenuto una intensa attività di direttore d'orchestra svolta prevalentemente in Italia. Per 20 anni, cioè dal 1944 al 1964 è stato il direttore artistico di Radio Bari. Dal 1949 ha insegnato composizione al liceo musicale Paisiello di Taranto ove, peraltro ha avuto la carica di direttore. Nel 1985, gli è stato conferito il Diploma di 1ª Classe con Medaglia d'Oro ministero dal Ministero della Pubblica Istruzione. Nel 1995, Taranto lo annovera "cittadino onorario" per le amicizie e il forte legame espresso alla città. La sua produzione musicale è varia e sconfina dalla musica per banda ai poemi sinfonici e alle riduzioni di musica sinfonica e operistica.

## Opere
- opere:
  - La farsa nella tinozza, libretto proprio da un lavoro del XV secolo di anonimo, 1 atto, Bari, 1969, ed. Sonzogno.
  - Una storia d'altri tempi, libretto proprio - dal romanzo ‘Cime tempestose’, di Emily Bronte, 2 atti, Bari, 1972, ed. Curci.
  - Il marchese di Roccaverdina (opera lirica)|Il marchese di Roccaverdina, libretto proprio - dal romanzo omonimo di Luigi Capuana, 3 atti e 4 quadri, Taranto, Teatro Orfeo, 19-11-1977.
- per orchestra:
  - Il Monte degli Ulivi, poema sinfonico
  - Sinfonia in fa minore
  - Suite Natalizia,  per coro misto e orchestra (1966)
  - 12 Preludi
  - Preludio e Romanza,
  - Due intermezzi per musiche di scena
- musica da camera:
  - L'infinito, per clarinetto, viola e pianoforte (da Leopardi)
  - Preludio e Melodia, pezzi per viola e pianoforte (1966)
  - Melodia-Romanza-Largo, pezzi per violoncello e pianoforte
- per pianoforte:
  - 9 romanze senza parole, nello stile moderno e tradizionale
  - Preludio-Ballata (1964)
  - 3 liriche
- Ha inoltre pubblicato manualetti scolastici realizzati per lo studio della fuga e del corale.